# Banco Central de São Tomé e Príncipe
De Centrale Bank van Sao Tomé en Principe (Portugees: Banco Central de Sāo Tomé e Príncipe) is de centrale bank van Sao Tomé en Principe. Als centrale bank is ze verantwoordelijk voor toezicht en monetair beleid.
Toen Sao Tomé en Principe in 1975 onafhankelijk werd, werd de lokale tak van de Portugese koloniale bank (Banco Nacional Ultramarino) omgevormd tot de Nationale Bank van Sao Tomé and Principe, die de taken van centrale bank, ontwikkelingsbank en commerciële bank op zich nam. In 1992 toen het land gedemocratiseerd was werd de nationale bank gesplitst in een commerciële tak (de Banco Internacional de São Tomé e Príncipe) en een centrale bank met de huidige naam.